# Santa Terezinha (Santa Catarina)
Santa Terezinha is een gemeente in de Braziliaanse deelstaat Santa Catarina. De gemeente telt 9.363 inwoners (schatting 2009).